# Xoriguer comú
|  | Aquest article tracta sobre el Falco tinnunculus. Vegeu-ne altres significats a «Xoriguer». |

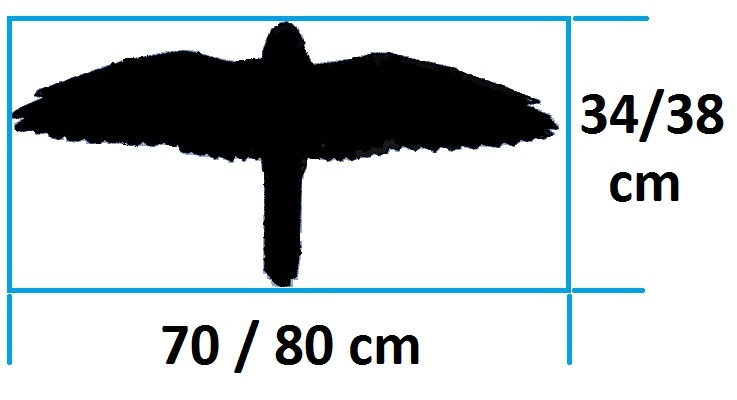
Mides en centímetres de l'envergadura i el cos del xoriguer comú

El xoriguer comú, xoriguer, xoriguer gros, xoric soliguer, soriguer, penja-sargantanes, o moixeta (Falco tinnunculus) és un rapinyaire que pertany al gènere Falco de la família dels falcònids (Falconidae). És força freqüent i és fàcil d'observar i de distingir-lo per la seva manera de volar quan caça, restant gairebé aturat cara al vent, a poca alçada i batent ràpidament les ales com un helicòpter (el que s'anomena «fer l'aleta» o a Mallorca «fer l'esperit sant») en llocs oberts mentre observa el terra buscant preses petites que captura llançant-s'hi en picat, encara que també és comú que descendeixi suspès i silenciosament sobre la presa sense donar-li temps a reaccionar.
Sovint s'aplica per confusió el nom d'esparver al xoriguer, tots dos ocells rapinyaires, potser perquè l'esparver, tenint per costum de caçar en zones boscoses, no es veu pas tant com el xoriguer, habitual en el medi urbà.
Es troba per tota Euràsia i Àfrica (excepte en els grans deserts) i el seu estat de conservació es considera de risc mínim.

## Alimentació
Fonamentalment menja petits mamífers (com ara ratolins i musaranyes), insectes grossos i alguns rèptils i petits ocells.

## Reproducció
La majoria de les parelles ponen al maig i arriben a bon terme de 3 a 6 polls. El xoriguer comú pren al voltant d'uns 25 dies d'incubació de l'ou. Aproximadament un mes després les cries estaran llestes per a abandonar al niu.

## Distribució
El xoriguer és el falcònid més comú a bona part d'Euràsia i el nord d'Àfrica.

## A Catalunya

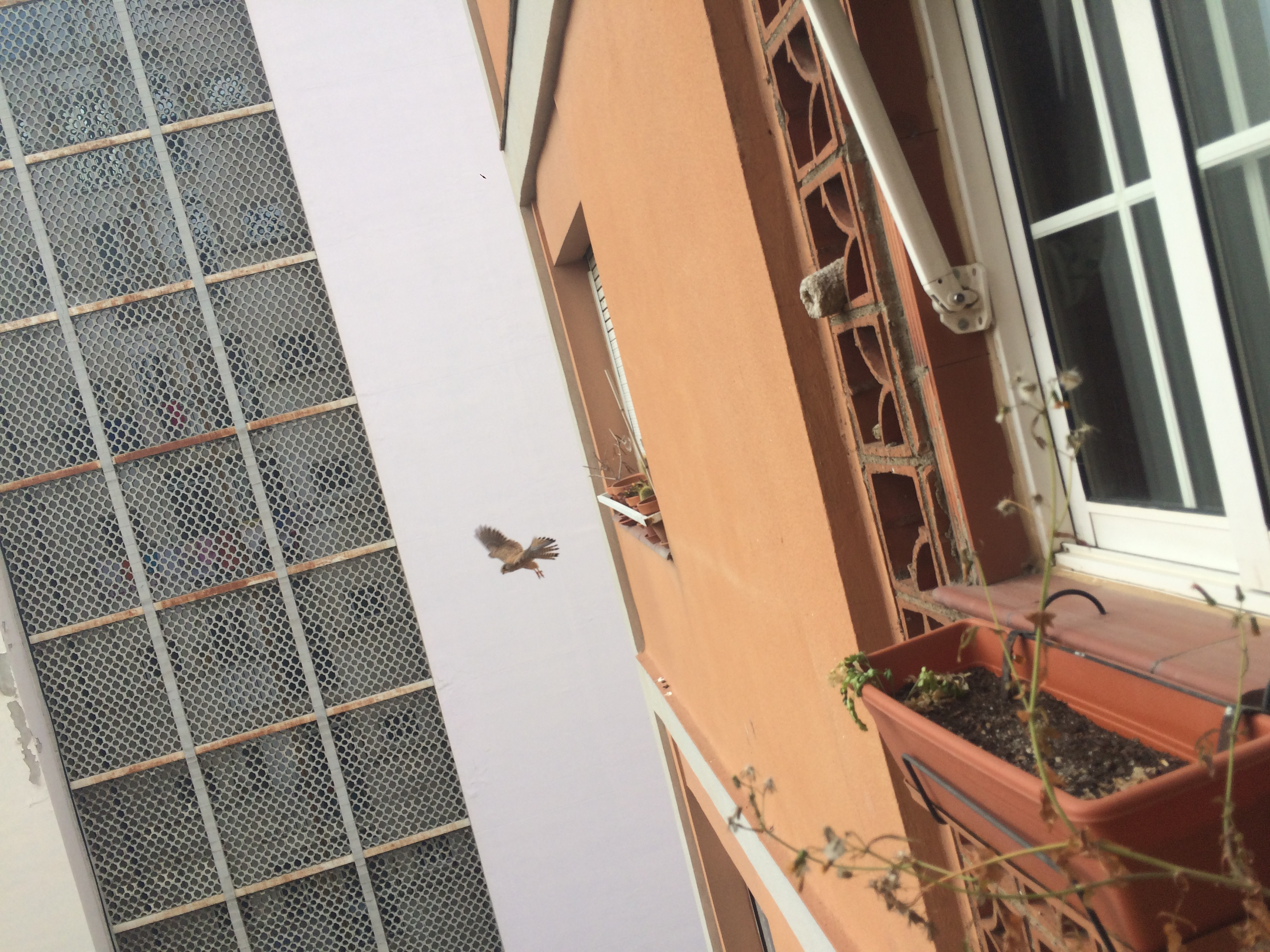
Xoriguer rondant un niu en un test a l'Hospitalet de Llobregat

A Catalunya és especialment abundant a les planes de ponent (entre el Segrià i la Segarra), al Camp de Tarragona, a la zona costanera de l'Alt Empordà i en alguns llocs del Pirineu, en zones d'alta muntanya entre el Pallars Sobirà i la Vall d'Aran i a la plana de la Cerdanya. Essent com és un rapinyaire que caça en terrenys oberts, defuig les contrades més boscoses de l'est i del nord.
S'adapta força bé al medi urbà. A Barcelona n'hi ha una bona població; antigament incloïa una colònia d'unes vint parelles que niaven als penya-segats de Montjuïc (al costat de la muntanya que mira cap al mar) i s'alimentaven als camps del delta del Llobregat i l'aeroport. Aquesta colònia era especialment notable perquè no és habitual que aquesta espècie tingui comportament colonial.

## Costums
Els xoriguers que crien al sud i centre d'Europa són sedentaris o realitzen migracions locals (per exemple, al Pirineu els xoriguers són abundants a l'estiu però n'hi romanen molt pocs a l'hivern). Els del nord d'Europa, per contra, són migradors, per la qual cosa les poblacions del nostre país es veuen incrementades amb hivernants.

## Imatges del seu vol

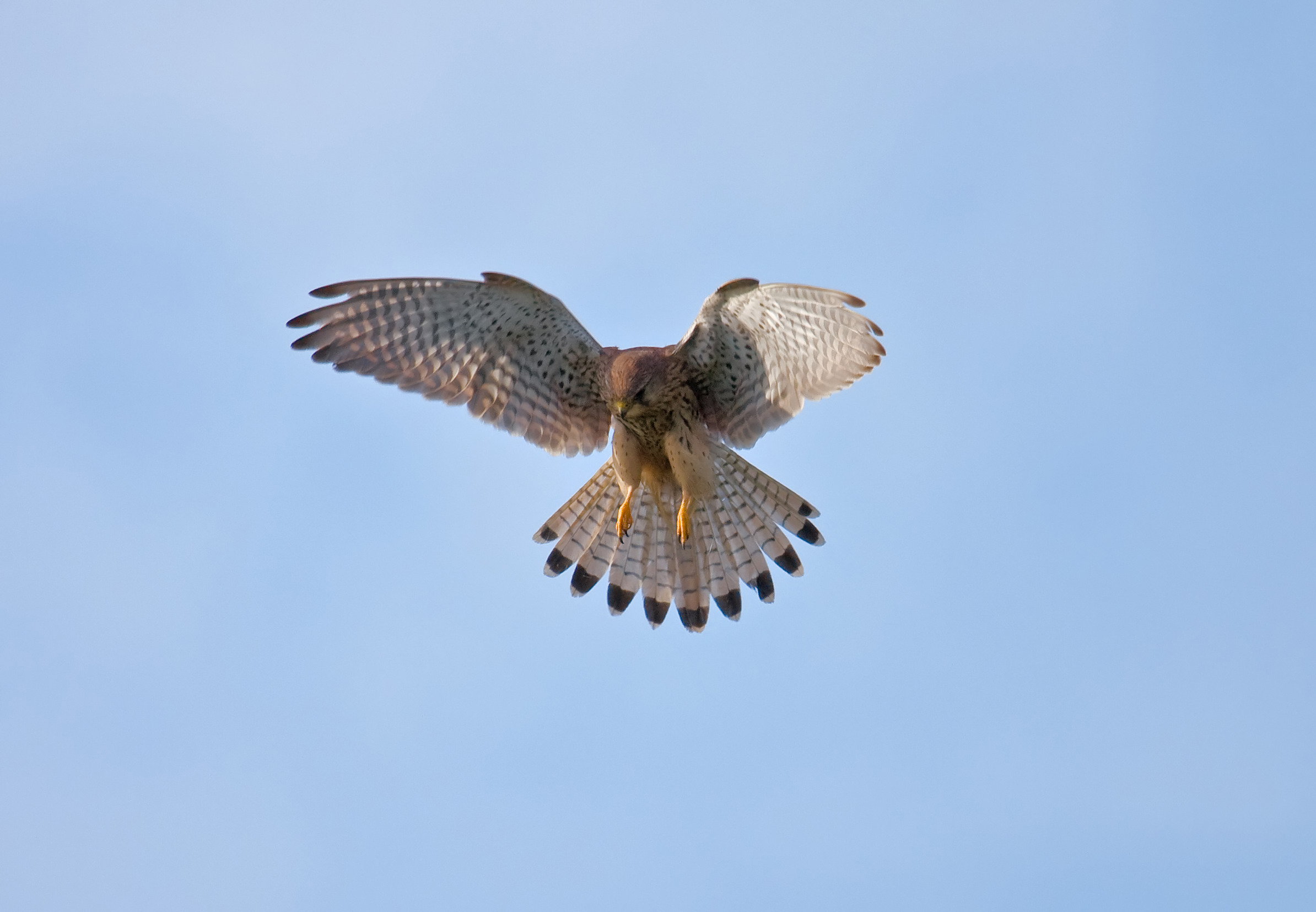
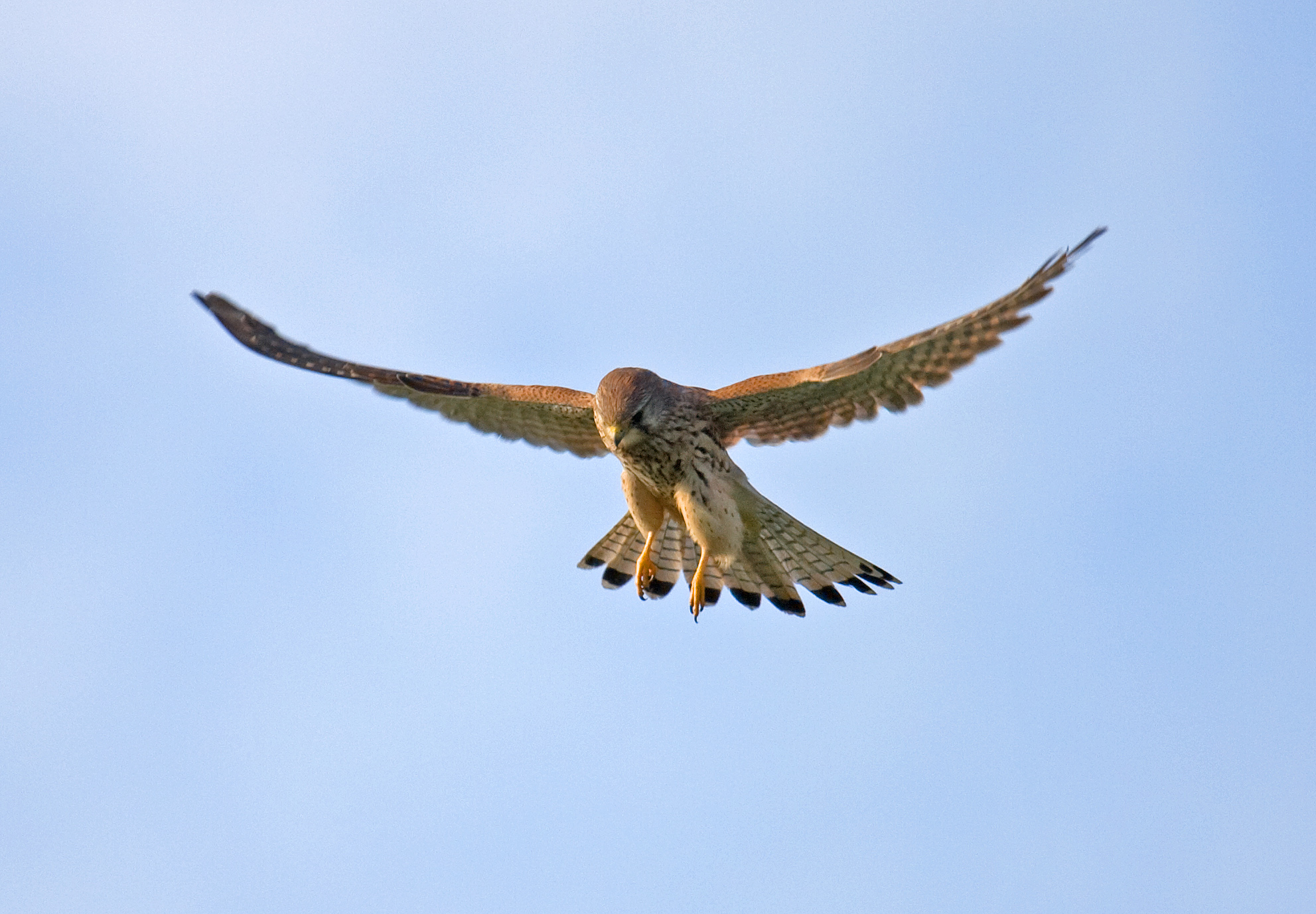
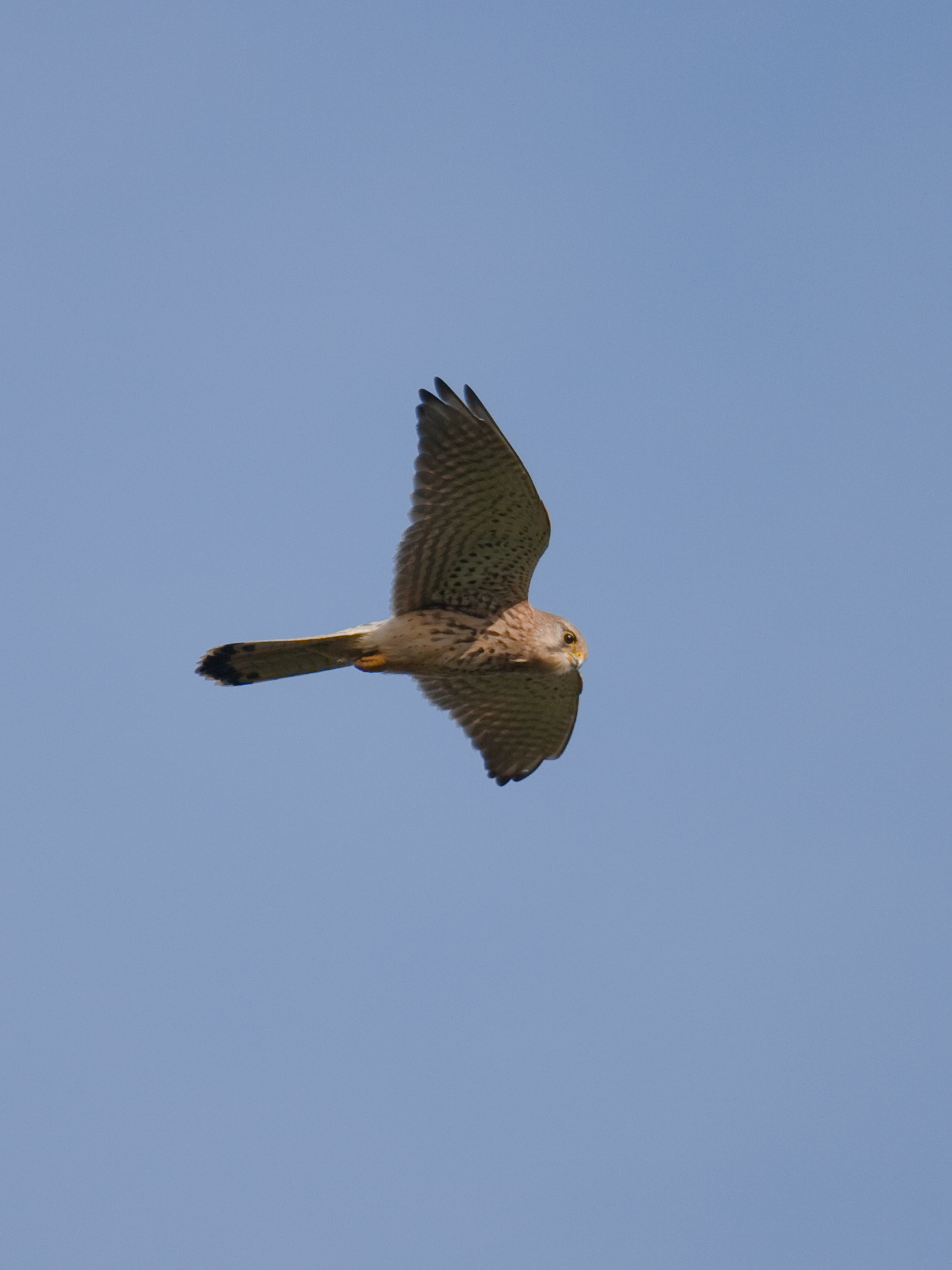
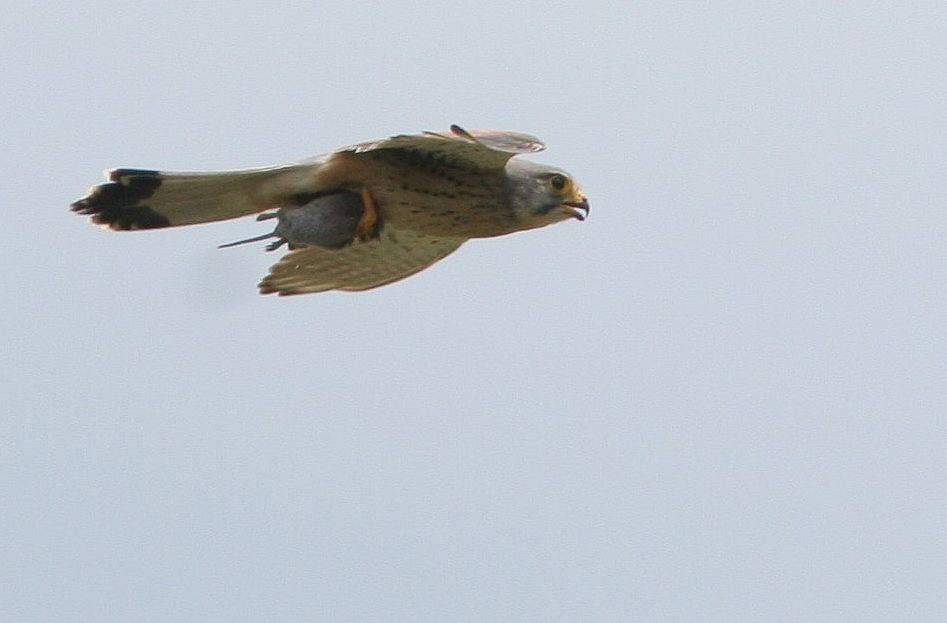